# باول كارتر
باول كارتر (بالإنجليزية: Paul Carter)‏ هو لاعب كرة قاعدة أمريكي، ولد في 1 مايو 1894 في ليك بارك في الولايات المتحدة، وتوفي بنفس المكان في 11 سبتمبر 1984.

## وصلات خارجية
- باول كارتر على موقعبيزبول رفرنس.كوم (الدوري الرئيسي) (الإنجليزية)
- باول كارتر على موقعبيزبول رفرنس.كوم (الدوري الثانوي) (الإنجليزية)